# Sofia Ribeiro
Sofia Heleno Santos Roque Ribeiro (* 17. Juli 1976 in São José, Ilha de São Miguel, Azoren) ist eine portugiesische Lehrerin und parteilose Politikerin. Seit 2014 ist sie  Europaabgeordnete für Portugal.
Ribeiro schloss 2000 ihr Studium der Mathematik auf Lehramt an der Universität der Azoren ab, dem sie 2008 eine Postgraduierung in Schulverwaltung anschloss. Seit 2000 arbeitete sie als Mathematiklehrerin auf den Azoren. Sie engagierte sich in der Lehrergewerkschaft der Azoren (Sindicato Democrático dos Professores dos Açores), ab 2005 gab sie für die Gewerkschaft ihre gesamte Lehrtätigkeit auf. Von 2010 bis Februar 2014 hatte sie Vorsitz der Gewerkschaft inne, in der gleichen Zeit war sie auch stellvertretende Vorsitzende des Gewerkschaftsverbandes UGT für die Azoren.
Für die Europawahlen 2014 nominierten die portugiesischen Sozialdemokraten (PSD) Sofia Ribeiro auf den dritten Listenplatz. Das Wahlbündnis Aliança Portugal errang 27,71 Prozent und damit sieben Listenplätze. Sofia Ribeiro ist damit neben Ricardo Serrão Santos die Vertreterin der Azoren im Europaparlament. Die Nominierung einer Azorin für einen so guten Listenplatz – und damit einer praktisch garantierten Wahl – war mit Überraschung aufgenommen worden.